# Richard Pottier
Richard Pottier (Graz, 6 de junio de 1906 - Le Plessis-Bouchard, 2 de noviembre de 1994) fue un director de cine francés.

## Biografía
Ernst Deutsch (su nombre original) nació en Graz en 1906. Después de abandonar sus estudios de medicina, Pottier hizo su debut en el cine alemán en 1929 como ayudante de realización de Josef von Sternberg para El ángel azul y para Dimitri Buchowetzki. Posteriormente es llamado por Francia para dirigir las versiones francesas de las prudcciones multiligües. Allí estará el resto de su carrera y en 1934 adquiere su nombre artístico definitivo. Entre sus primeros films destacan Si j'étais le patron (1934), Un oiseau rare (1935) y 27, rue de la Paix (1937), que cuentan con la colaboración de Jacques Prévert. En 30 años de carrera, dirigirá 39 films. Entre ellos, Fanfare d'amour (1935) (película en la que se basó Billy Wilder para hacer Con faldas y a lo loco en 1959), Les Caves du Majestic (1944), tres buenas adaptaciones de Simenon, Destins (1946) con Tino Rossi, donde escuchamos la canción por primera vez Petit Papa Noël), Meurtres (1950) con Fernandel y Le Chanteur de Mexico (1956) con Luis Mariano.

## Filmografía parcial
- Si j'étais le patron (1934)
- Un oiseau rare (1935)
- Fanfare d'amour (1935)
- 27 Rue de la Paix (1936)
- Lumières de Paris (1938)
- El mundo temblará (Le monde tremblera) (1939)
- Mademoiselle Swing (1942)
- La ferme aux loups (1943)
- Firmado Picpus (Picpus) (1943)
- Les caves du Majestic (1945)
- Destino (Destins) (1946)
- L'insaisissable Frédéric (1946)
- L'aventure commence demain (1947)
- La nuit blanche (1948)
- Barry, héroe de San Bernardo (Barry) (1949)
- Homicidio (Meutres?) (1950)
- Casimiro (Casimir) (1950)
- Caroline chérie  (1951)
- Cita en Granada (Rendezvous in Grenada) (1951)
- Violetas imperiales (1952)
- Ouvert contre X... (1952).
- La bella Otero (La belle Otéro) (1954)
- Los sublevados de Lomanach (Les révoltés de Lomanach) (1954)
- La castellana del Líbano (La châtelaine du Liban) (1956)
- El cantor de México (Le Chanteur de Mexico) (1957)
- Serenata de Texas (Sérénade au Texas) (1958)
- Siempre te quise (Tabarin) (1958)
- David y Goliat (David e Golia) (1960)
- El rapto de las sabinas (Il ratto delle sabine) (1961)
- Le dernier tiercé (1964)